# Barry Hulshoff
Bernardus Adriaan Hulshoff – detto Barry – (Deventer, 30 settembre 1946 – 17 febbraio 2020) è stato un allenatore di calcio e calciatore olandese con ruolo di difensore.
Difensore centrale maggiormente famoso per la sua militanza nell'Ajax, che negli anni Settanta conquistò, tra gli altri trofei, tre Coppe dei Campioni. Era spesso riconoscibile per la barba che portava.
È morto nel 2020 all'età di 73 anni dopo una breve malattia.

## Carriera

### Giocatore

#### Club
Esordisce nell'Ajax nella stagione 1965-1966, conquistando già in quella successiva il titolo, il primo dei sei totali. Vince anche 3 Coppe dei Campioni, 4 Coppe nazionali, una Johan Cruijff Schaal, una Coppa Intercontinentale ed una Supercoppa Europea.
Nel 1977 passa all'MVV Maastricht, con il quale ottiene il secondo posto in seconda divisione e la conseguente promozione in massima serie; qui disputa la sua ultima stagione agonistica, ritirandosi nel 1979.

#### Nazionale
Hulshoff disputa 14 incontri, dal 1971 al 1973, nella Nazionale olandese, segnando 6 reti (di cui 5 nelle prime quattro presenze). Una di queste, realizzata a tre minuti dalla fine della sfida in Norvegia, regala un successo importante per la qualificazione al Mondiale del 1974 ai danni del Belgio, alle cui fasi finali però Hulshoff non partecipa a causa di un infortunio.

### Allenatore
Una volta terminata la carriera agonistica, Hulshoff diventa allenatore; si siede sulle panchine di molti club. Inizia subentrando a Johan Cruijff sulla panchina dell'Ajax nel gennaio 1988; i lancieri sono poi sconfitti dal Malines nella finale della Coppa delle Coppe 1987-1988. In seguito allena altri club, tra i quali Lierse, Westerlo e Beerschot.

## Statistiche

### Presenze e reti nei club
| Stagione    | Squadra     | Campionato  | Campionato | Campionato | Coppe nazionali | Coppe nazionali | Coppe nazionali | Coppe continentali | Coppe continentali | Coppe continentali | Altre coppe | Altre coppe | Altre coppe | Totale | Totale |
| Stagione    | Squadra     | Comp        | Pres       | Reti       | Comp            | Pres            | Reti            | Comp               | Pres               | Reti               | Comp        | Pres        | Reti        | Pres   | Reti   |
| ----------- | ----------- | ----------- | ---------- | ---------- | --------------- | --------------- | --------------- | ------------------ | ------------------ | ------------------ | ----------- | ----------- | ----------- | ------ | ------ |
| 1965-1966   | Ajax        | ED          | 3          | 0          | CO              | -               | -               | -                  | -                  | -                  | -           | -           | -           | 3      | 0      |
| 1966-1967   | Ajax        | ED          | 11         | 0          | CO              | 1               | 0               | CC                 | 1                  | 0                  | -           | -           | -           | 13     | 0      |
| 1967-1968   | Ajax        | ED          | 27         | 0          | CO              | 5               | 0               | CC                 | 2                  | 0                  | -           | -           | -           | 34     | 0      |
| 1968-1969   | Ajax        | ED          | 29         | 1          | CO              | 3               | 0               | CC                 | 12                 | 0                  | -           | -           | -           | 44     | 1      |
| 1969-1970   | Ajax        | ED          | 32         | 1          | CO              | 6               | 1               | CdF                | 10                 | 0                  | -           | -           | -           | 48     | 2      |
| 1970-1971   | Ajax        | ED          | 33         | 2          | CO              | 6               | 0               | CC                 | 9                  | 2                  | -           | -           | -           | 48     | 4      |
| 1971-1972   | Ajax        | ED          | 32         | 5          | CO              | 5               | 1               | CC                 | 9                  | 0                  | -           | -           | -           | 46     | 6      |
| 1972-1973   | Ajax        | ED          | 32         | 2          | CO              | 1               | 0               | CC                 | 8                  | 1                  | CInt        | 2           | 0           | 43     | 3      |
| 1973-1974   | Ajax        | ED          | 22         | 3          | CO              | 2               | 0               | CC                 | 2                  | 0                  | SU          | 2           | 0           | 28     | 3      |
| 1974-1975   | Ajax        | ED          | 6+2        | 0          | CO              | 2               | 0               | CU                 | 1                  | 0                  | -           | -           | -           | 11     | 0      |
| 1975-1976   | Ajax        | ED          | 32         | 3          | CO              | 3               | 1               | CU                 | 5                  | 0                  | -           | -           | -           | 40     | 4      |
| 1976-1977   | Ajax        | ED          | 25         | 1          | CO              | 1               | 0               | CU                 | 2                  | 0                  | -           | -           | -           | 28     | 1      |
| Totale Ajax | Totale Ajax | Totale Ajax | 284+2      | 18         |                 | 35              | 3               |                    | 61                 | 3                  |             | 4           | 0           | 386    | 24     |
| 1977-1978   | MVV         | EeD         | 32         | 3          | CO              | ?               | ?               | -                  | -                  | -                  | -           | -           | -           | 32+    | 3+     |
| 1978-1979   | MVV         | ED          | 25         | 1          | CO              | ?               | ?               | -                  | -                  | -                  | -           | -           | -           | 25+    | 1+     |

## Palmarès

### Giocatore

#### Competizioni nazionali
- Campionato olandese: 6

Ajax: 1966-1967, 1967-1968, 1969-1970, 1971-1972, 1972-1973, 1976-1977
- KNVB beker: 4

Ajax: 1966-1967, 1969-1970, 1970-1971, 1971-1972

#### Competizioni internazionali
- Coppa dei Campioni: 3

Ajax: 1970-1971, 1971-1972, 1972-1973
- Coppa Intercontinentale: 1

Ajax: 1972
- Supercoppa UEFA: 1

Ajax: 1973

## Controversie
Nel 2006, Sallo Müller, il massaggiatore dei lancieri dal 1959 al 1972, pubblicò un'autobiografia in cui descrisse come lui e Johnny Rep presero farmaci per migliorare il rendimento da John Rollink, l'allora medico sociale, durante gli anni 1960 e 1970. Sette anni più tardi, in un'intervista alla rivista olandese Vrij Nederland, Hulshoff segnalò aver assunto diversi farmaci per migliorare le proprie prestazioni durante la sua carriera nell'Ajax e la nazionale olandese.